# Amstel Gold Race 1992
La 27ª edición de la Amstel Gold Race se disputó el 25 de abril de 1992 en la provincia de Limburg (Países Bajos). La carrera constó de una longitud total de 249 km, entre Heerlen y Maastricht.
El vencedor fue el alemán Olaf Ludwig (Panasonic) fue el vencedor de esta edición al imponerse al sprint en la línea de meta. El belga Johan Museeuw (Lotto) y el ruso Dmitri Konyshev (TVM) fueron segundo y tercero respectivamente. 

## Clasificación final
| Pos. | Ciclista                | Equipo          | Tiempo     |
| ---- | ----------------------- | --------------- | ---------- |
| 1    | Olaf Ludwig             | Panasonic       | 6h 27' 30" |
| 2    | Johan Museeuw           | Lotto           | m. t.      |
| 3    | Dmitri Konyshev         | TVM             | m. t.      |
| 4    | Jean-Claude Colotti     | Z               | m. t.      |
| 5    | Luc Roosen              | Tulip Computers | m. t.      |
| 6    | Vadim Chabalkine        | Lotus-Festina   | m. t.      |
| 7    | Gilbert Duclos-Lassalle | Castorama       | m. t.      |
| 8    | Guido Bontempi          | Carrera Jeans   | m. t.      |
| 9    | Jelle Nijdam            | Buckler         | m. t.      |
| 10   | Gert-Jan Theunisse      | TVM             | m. t.      |